# دوغلاس آر. ميلز
دوغلاس آر. ميلز (بالإنجليزية: Douglas R. Mills)‏ (9 أبريل 1907 في الولايات المتحدة - 12 أغسطس 1993) هو مدرب كرة سلة ولاعب كرة سلة أمريكي في مركز ظهير ربعي.